# Rosa nutkana
Rosa nutkana — вид рослин з родини розових (Rosaceae); поширений на заході Північної Америки від Аляски до Каліфорнії.

## Опис

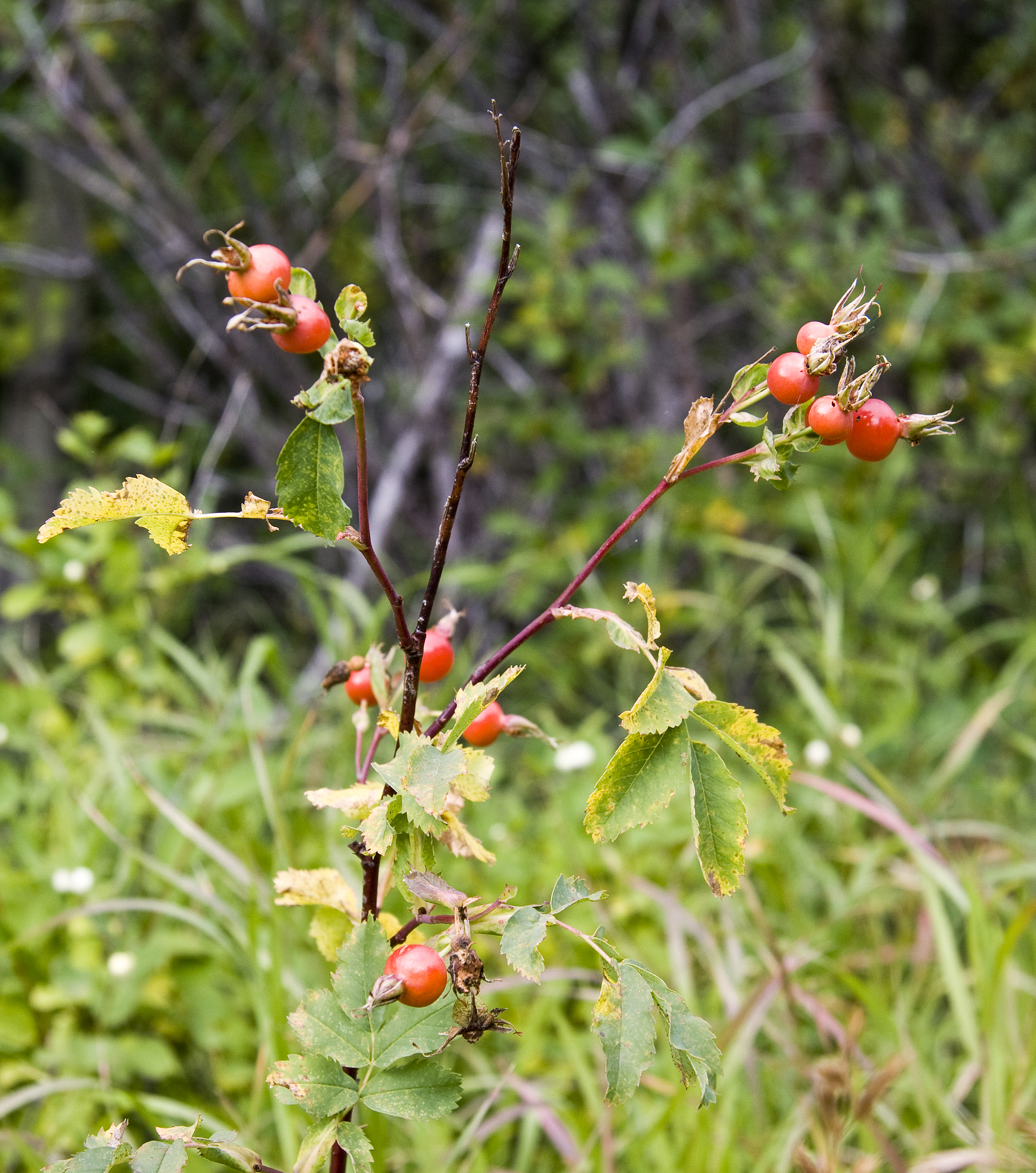
плоди шипшини

Кущі нещільно скупчені або утворюють густі зарості. Стебла прямовисні або розлогі, 4–25(40) дм, щільно або відкрито гіллясті. Кора тьмяно-червонувато-коричнева, старші — із сірим відшаруванням, гола. Підприлисткові колючки 0–2, прямовисні, вигнуті або гачкуваті, часто сплюснуті, міцні, шилоподібні, іноді дельтоподібні, (2)3–15(20) × 2–10(15) мм; міжвузлові колючки як правило, рідкісні або відсутні, дрібніші, змішані зі шпильками, іноді ні. Листки (3)5–12(17) см. Прилистки 12–20(28) × 3–5(10) мм. Ніжки й ребра листків з колючками відсутніми або рідкісними, голі або запушені, залозисті. Листочків 5–7(9); ніжки (3)5–17 мм; пластинки яйцюваті, вузько еліптичні або субкулясті, рідко серцеподібні або довгасті, (14)20–55(63) × (6)10–30(40) мм, основа від клиноподібної до тупої, поля зубчасті, верхівка гостра або тупа, рідко загострена, низ зелений, голий або мало-запушений, верх зелений, тьмяний, голий. Суцвіття — 1–3(9)-квітковий щиток. Квітконіжки прямовисні або вигнуті, від тонких до товстих, 10–20(33) мм, голі, не залозисті чи залозисті. Приквітків 1 або 2 (або 3), яйцюваті, 13–20 × 4–9 мм, краї цілісні, поверхні голі, залозисті або не залозисті. Квітки діаметром (3.5)4.5–7(8.5) см. Чашолистки розлогі, ланцетні, 14–25(35) × (2)3–4 мм, кінчик 5–10(20) × 1–3 мм, краї цілісні. Пелюстки поодинокі, від рожевих до глибоко трояндових, (15)20–32 × (15)20–32 мм. Плоди шипшини червоні, оранжево-червоні або пурпурувато-червоні, кулясті, стиснено кулясті, яйцюваті, довгасті або глекоподібні, (8)10–20(24) × 10–20(+) мм, м'ясисті, голі чи іноді щетинисті, залозисті чи не залозисті, шийка (0)1–2 × (4)5–8 мм; чашолистики стійкі. Сім'янки в числі (1)16–40, жовтувато-коричневі до темно-жовтувато-коричневих, 4–6 × 2–4 мм.

## Поширення
Поширений на заході Північної Америки від Аляски до Каліфорнії.